# Saint-Laurent-des-Bâtons
Saint-Laurent-des-Bâtons là một xã, nằm ở tỉnh Dordogne vùng Aquitaine của Pháp. Xã này có diện tích 19,47 kilômét vuông, dân số năm 2006 là 233 người. Xã nằm ở khu vực có độ cao trung bình 146 m trên mực nước biển.

## Hành chính
| Danh sách các xã trưởng                |             |                  |      |          |
| Giai đoạn                              | Giai đoạn   | Tên              | Đảng | Tư cách  |
| tháng 3 năm 2001                       | đương nhiệm | Louis Herbreteau | UMP  | nông dân |
| Tất cả các dữ liệu trước đây không rõ. |             |                  |      |          |

## Thông tin nhân khẩu
| Năm    | 1962 | 1968 | 1975 | 1982 | 1990 | 1999 | 2006 |
| ------ | ---- | ---- | ---- | ---- | ---- | ---- | ---- |
| Dân số | 219  | 225  | 210  | 194  | 193  | 201  | 233  |